# Chartierville
Chartierville es un municipio canadiense situado en la provincia de Quebec.

## Superficie
Chartierville tiene una superficie de 141,94 km².

## Demografía
En 2021, tenía 319 habitantes, una densidad poblacional de 2,2 hab./km², y 231 viviendas.